# Principio de constancia
El principio de constancia es un

principio enunciado por Freud, según el cual el aparato psíquico tiende a mantener la cantidad de excitación en él contenida a un nivel tan bajo o, por lo menos, tan constante como sea posible. Esta constancia se obtiene, por una parte, mediante la descarga de la energía ya existente; por otra, mediante la evitación de lo que pudiera aumentar la cantidad de excitación, y la defensa contra este aumento.